# Montalcino
Montalcino je mesto na hribu in občina v pokrajini Siena v Toskani v osrednji Italiji.
Mesto je zahodno od Pienze, blizu Krete Senesi v Val d'Orcia. Od Siene je oddaljeno 42 kilometrov, od Firenc 110 kilometrov in od Pise 150 kilometrov. V bližini je Monte Amiata.

## Zgodovina
Hrib, na katerem sedi Montalcino, je bil verjetno naseljen že od etruščanskih časov. Njegova prva omemba v zgodovinskih dokumentih leta 814 kaže, da je bila v 9. stoletju tu cerkev, ki so jo najverjetneje zgradili menihi, povezani z bližnjim samostanom Sant'Antimo. Prebivalstvo je nenadoma naraslo sredi 10. stoletja, ko so ljudje, ki so bežali iz bližnjega mesta Roselle, naselili mesto.
Mesto je dobilo ime po različnih hrastih, ki so nekoč pokrivali teren. Zelo visoko mesto ponuja čudovit razgled na doline Asso, Ombrone in Arbia v Toskani, posejane s srebrnimi oljčnimi nasadi, vinogradi, polji in vasmi. Na spodnjih pobočjih hriba Montalcino prevladujejo visoko produktivne trte in nasadi oljk.
V srednjem veku je bilo mesto znano po strojarnah ter po obutvi in drugih usnjenih izdelkih, izdelanih iz visokokakovostnega usnja, ki so ga tam proizvajali. Sčasoma so številna srednjeveška hribovska mesta, vključno z Montalcino, resno nazadovala.
Tako kot številna srednjeveška mesta v Toskani je tudi Montalcino doživljal dolga obdobja miru in pogosto užival blaginjo. Ta mir in blaginjo pa so prekinile številne izredno nasilne epizode.
V poznem srednjem veku je bil samostojna občina, ki je imela velik pomen zaradi svoje lege ob antični cesti Via Francigena, glavni cesti med Francijo in Rimom, vendar je Montalcino vedno bolj pod vplivom večjega in agresivnejšega mesta Siena.
Kot satelit Siene od bitke pri Montapertiju leta 1260 je bil Montalcino globoko vpleten in prizadet zaradi konfliktov, v katere se je zapletla Siena, zlasti v tistih z mestom Firence v 14. in 15. stoletju in kot številna druga mesta v osrednji in severni Italiji je mesto zajela tudi medsebojna vojna med gibelini (zagovorniki Svetega rimskega cesarstva) in gvelfi (zagovorniki papeštva). V poznem srednjeveškem obdobju so mesto občasno obvladovale frakcije z obeh strani.
Ko so leta 1555 Firence pod oblastjo družine Medičev osvojile Sieno, je Montalcino zdržal skoraj štiri leta, vendar je nazadnje padel pod Firence, pod čigar nadzorom je ostal, dokler ni leta 1861 nastalo Veliko vojvodstvo Toskana.
V primeru Montalcina se je zaradi gospodarske rasti in naraščajoče priljubljenosti znanega mestnega vina Brunello di Montalcino, pridelanega iz grozdja sangiovese grosso (latinsko Sanguis Jovis), pridelanega v občini, v zadnjem času postopno gospodarsko nazadovanje obrnilo. Število proizvajalcev vina se je povečalo s samo 11 v 1960-ih na več kot 200 danes, pri čemer letno proizvedejo približno 330 000 škatel vina Brunello. Brunello je bilo prvo vino, ki je dobilo status Denominazione di Origine Controllata e Garantita (DOCG). Poleg Brunello di Montalcino, ki mora biti pet let starano, še 6 let za Riservo, je Rosso di Montalcino (DOC) narejen iz grozdja sangiovese grosso in starano eno leto. V občini pridelujejo tudi različna super toskanska vina, pa tudi sladka bela vina Moscadello, po katerih so bili najbolj znani do razvoja serije Brunello.

## Znamenitosti

### Srednjeveške strukture
Prvo obzidje mesta je bilo zgrajeno v 13. stoletju. Trdnjavo, zgrajeno leta 1361 na najvišji točki mesta, sta sienska arhitekta Mino Foresi in Domenico di Feo zasnovala v petkotnem tlorisu. Trdnjava vključuje del že obstoječega južnega obzidja, že obstoječe strukture, vključno z obzidjem Santo Martini, stolp San Giovanni in antično baziliko, ki danes služi kot trdnjavska kapela. Čeprav je bilo mesto sčasoma osvojeno, se trdnjava nikoli ni podredila, kar je občudovanja vreden podvig, glede na velikost sienskih in firenških sil, ki so v različnih časovnih presledkih oblegale Montalcino.
Ozka, kratka ulica vodi od glavnih vrat trdnjave do cerkve Chiesa di Sant'Agostino s preprosto romansko fasado iz 13. stoletja. V bližini cerkve je nekdanji samostan, danes Musei Riuniti, tako državni kot škofijski muzej. Med svojimi zbirkami ima leseno razpelo neznanega umetnika sienske šole, dve leseni skulpturi iz 15. stoletja, vključno z Marijo anonimnega umetnika  in nekaj skulptur iz terakote, pripisanih šoli Della Robbia. Zbirka ima tudi sv. Petra in sv. Pavla Ambrogija Lorenzettija in Devico z otrokom Simone Martinija. V muzeju so tudi sodobna dela iz začetka 20. stoletja.
Stolnica ali Duomo, posvečena sv. Salvatorju, je bila prvotno zgrajena v 14. stoletju, zdaj pa ima neoklasicistično fasado iz 19. stoletja, ki jo je zasnoval sienski arhitekt Agostino Fantasici.
Piazza della Principessa Margherita je po hribu od trdnjave in stolnice na ulici Via Matteotti. Glavna stavba na trgu je nekdanja Palazzo dei Priori ali Palazzo Comunale (zgrajena konec 13. in v začetku 14. stoletja), danes mestna hiša. Palačo krasijo grbi Podesta, nekoč vladarjev mesta. V palačo je vgrajen visok srednjeveški stolp. Blizu je stavba v renesančnem slogu s šestimi okroglimi loki, imenovana La Loggia, ki se je začela graditi na koncu 14. stoletja in končala v začetku 15. stoletja, vendar je bila v naslednjih stoletjih velikokrat obnovljena.
Montalcino je tako kot večina srednjeveških toskanskih mest razdeljen na četrti, imenovane contrade, Borghetto, Travaglio, Pianello in Ruga, vsaka s svojimi barvami, pesmimi in ločenimi ritmi bobnov, da se jih loči. Dvakrat na leto se srečajo na dih jemajočem tekmovanju v lokostrelstvu pod obzidjem Fortezze v srednjeveških oblekah z gospodarji in damami vsake contrade, ki spremljajo postopek.
Cerkev sv. Frančiška iz 13. stoletja v contradi Castlevecchio je bila večkrat prenovljena. Vsebuje freske Vincenza Tamagnija iz 16. stoletja.

### Drugo
- Več cerkva s freskami sienske šole
- Rocca, porušen grad
- Samostan Sant'Antimo, bližnji benediktinski samostan
- Paleontološke raziskave fosiliziranih skeletov, predvsem kitov, v Castello Banfi (nekdanje ime: Poggio alle Mura) leta 2007.[3]

## Kultura
Leta 2010 je bila Festa Europea Della Musica prvič izvedena v Montalcinu, da bi promovirala turizem in pridelke, zlasti vino iz regije. Pridružena z  Fête de la Musique leta 1981 v Parizu, je bila Festa ustanovljena za praznovanje glasbe in glasbenikov in je bila vključena v program italijanskega ministra za kulturo leta 1994 in se od takrat širi po Italiji.

## Upravna delitev
Občino tvorijo občinski sedež Montalcino ter mesta in vasi (frazioni) Camigliano, Castelnuovo dell'Abate, Montisi, San Giovanni d'Asso, Sant'Angelo in Colle, Sant'Angelo Scalo in Torrenieri. Druge pomembne vasi so Argiano, La Croce, Lucignano d'Asso, Monte Amiata Scalo, Montelifré, Monterongriffoli, Pieve a Pava, Pieve a Salti, Poggio alle Mura, Tavernelle, Vergelle in Villa a Tolli.